# 어둠 속에서
어둠 속에서(On Dangerous Ground)는 미국에서 제작된 니콜라스 레이, 이다 루피노 감독의 1952년 영화이다. 이다 루피노 등이 주연으로 출연하였고 존 하우스먼 등이 제작에 참여하였다.

## 출연

### 주연
- 이다 루피노
- 로버트 라이언

### 조연
- 워드 본드
- 찰스 켐퍼
- 안소니 로스
- 에드 베글리

## 제작진
- 미술: 랠프 버거
- 미술: 알버트 S. 다고스티노